# 朱厄爾 (紐約州)
朱厄爾（英語：Jewell）是位於美國紐約州奧奈達縣的非建制地區。

## 歷史
朱厄爾的郵局於1921年設立，其後於1963年停運。

## 地理
朱厄爾所處的海拔為高於海平面123米（即404英呎），而該地所採用的時區為UTC-5，即北美东部时区（EST）。同時該地設有夏令時間，為UTC-5調快一小時，即UTC-4（EDT）。